# أنقليس ثعباني مشرشب الفم
أنقليس ثعباني مشرشب الفم (الاسم العلمي: Cirrhimuraena playfairii) هو نوع من الأنقليس، يتبع فصيلة الأنقليس الثعباني.